# Santa María del Naranco

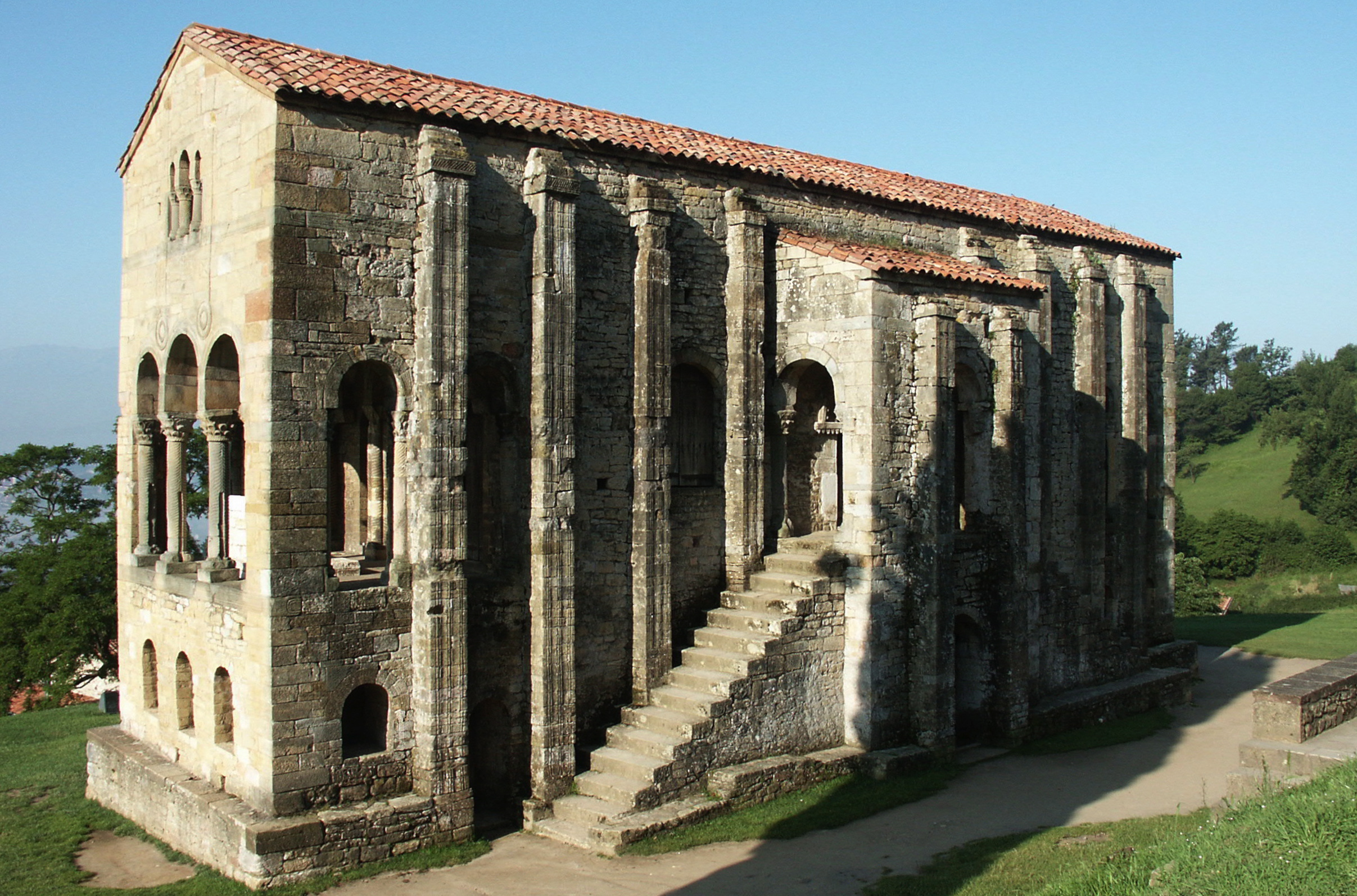
Nordfassade mit Zugangstreppe und östliche Logia

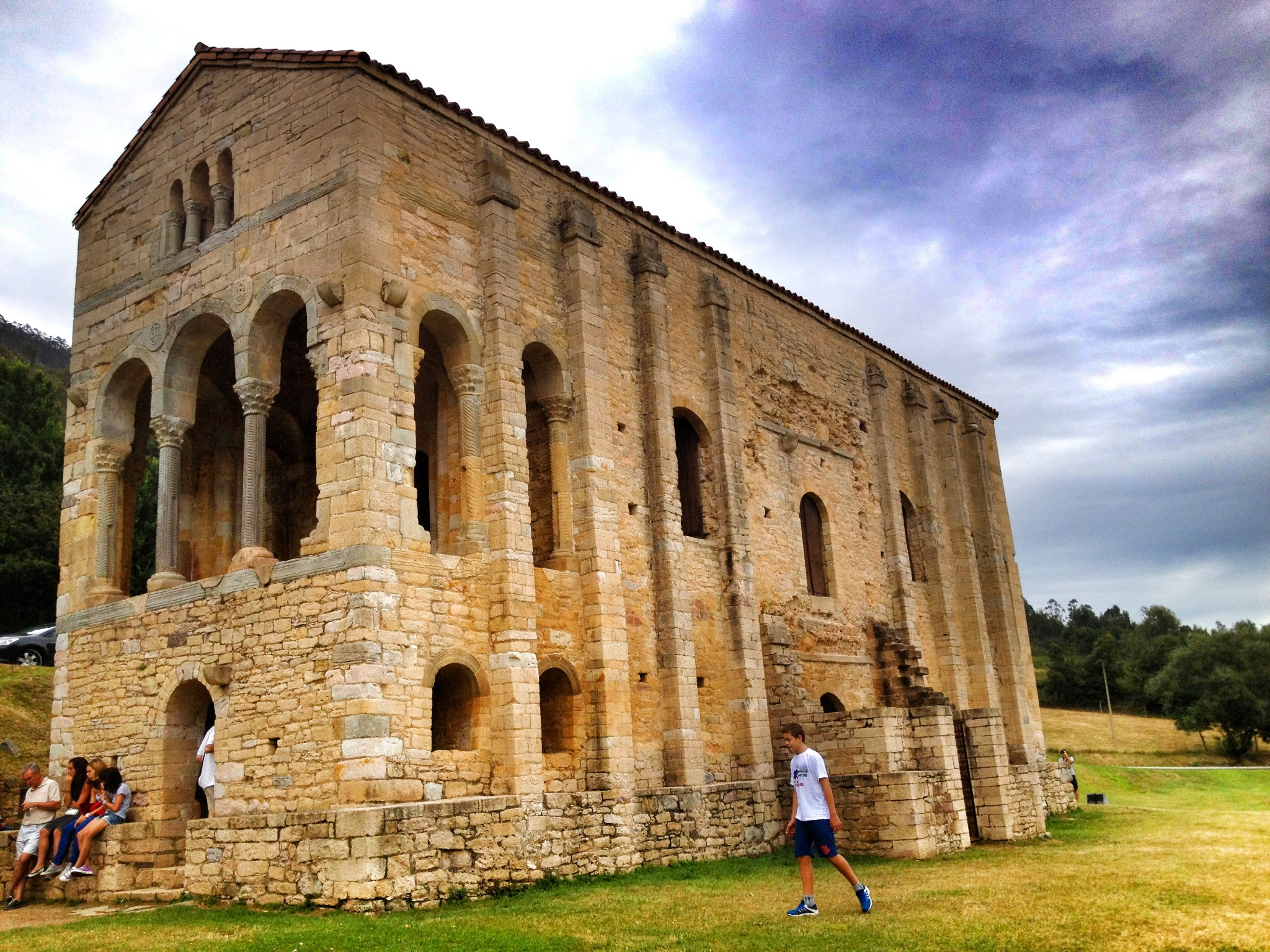
Südfassade; davor: Reste der Subkonstruktion für die nicht mehr erhaltene südliche Loggia

Santa María del Naranco ist ein vorromanisches Bauwerk, am Fuße des Monte Naranco gelegen, drei Kilometer nordwestlich von Oviedo, der Hauptstadt der spanischen autonomen Gemeinschaft Asturien. Es wurde in der Mitte des 9. Jahrhunderts unter dem asturischen König Ramiro I. als Aula regia einer Palastanlage gebaut und später als Kirche genutzt. 
1855 wurde Santa María del Naranco zum Monumento Nacional (geschützten Kulturgut) erklärt und 1985 zusammen mit der ehemaligen Palastkapelle San Miguel de Lillo und der Kirche Santa Cristina de Lena als Monumentos de Oviedo y del Reino de Asturias (Monumente von Oviedo und des Königreiches Asturien) in die Liste des UNESCO-Welterbes aufgenommen, die 1998 um die Kirche San Julián de los Prados, die Cámara Santa der Kathedrale San Salvador und das Brunnenhaus La Foncalada in Oviedo erweitert wurde.

## Geschichte

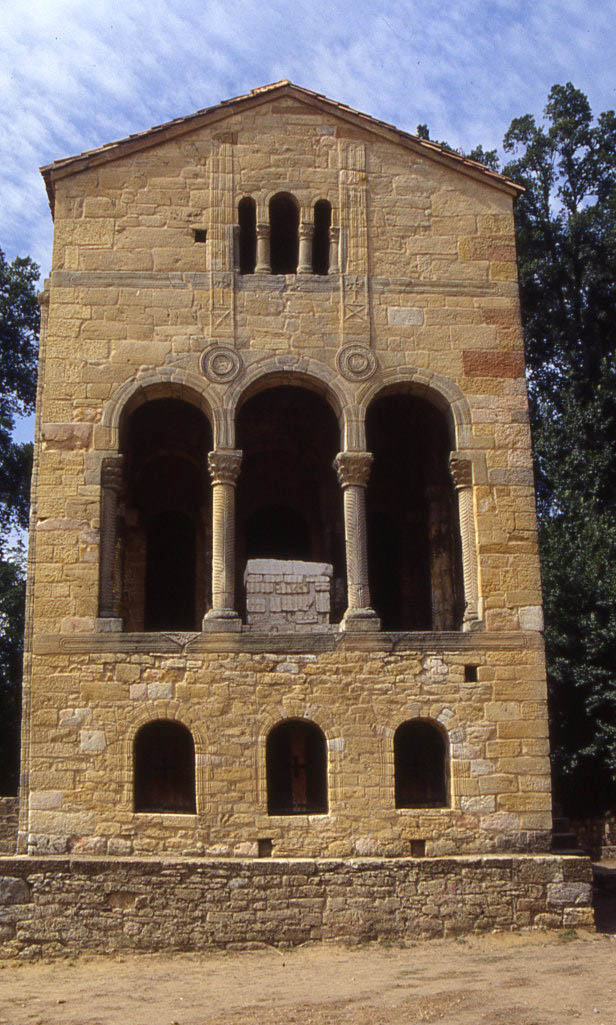
Ostfassade

Bereits die Römer hatten am Hang des Monte Naranco Villen und eine Thermenanlage errichtet. Dort ließ sich König Ramiro I. (reg. 842–850), vor den Toren Oviedos, der damaligen Hauptstadt des Königreichs Asturien, eine Sommerresidenz erbauen. Dabei handelte es sich um eine Palastanlage, die neben königlichen Villen, Badegebäuden, Ställen und Hundezwinger für die Jagdhunde eine Palastkapelle, die zu Ehren Mariens geweiht war (heute: San Miguel de Lillo), und eine repräsentative Halle (heute: Santa María Naranco) umfasste. Von dieser Palastanlage sind nur noch Teile der ehemaligen Palastkapelle und die Halle, auch als Belvedere bezeichnet, erhalten.
Zwischen dem späten 9. und dem frühen 12. Jahrhundert wurde dem Belvedere die Funktion und das Patrozinium der ursprünglichen Palastkapelle, die vermutlich baufällig geworden war, übertragen. Im Laufe der Jahrhunderte erhielt das umgewidmete Gebäude verschiedene Anbauten und einen offenen Glockengiebel (espadaña), die in den 1930er Jahren wieder entfernt wurden.

## Architektur

### Außenbau

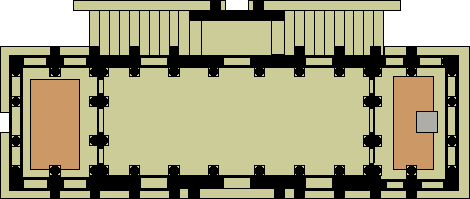
Grundriss des Obergeschosses

Das Gebäude steht quer zur Hangneigung auf einer künstlichen Terrasse. Es ist über einem rechtwinkligen Grundriss errichtet und besitzt zwei Geschosse. Es hat eine Höhe von 11 Metern, eine Länge von 21 Metern und eine Breite von 6 Metern. Der Bau besteht aus Quadern und Bruchsteinen und ist mit einem Satteldach gedeckt. Für die damalige Zeit sensationell und einmalig war, dass auch die Räume des Obergeschosses eingewölbt waren. Sicher ist, dass allein schon wegen des baulichen und dekorativen Aufwands das Obergeschoss repräsentativen Zwecken diente. Der Vergleich des Palastes von Naranco mit mittelalterlichen Königspfalzen liegt nah und der Halle käme in einem solchen Kontext die Funktion einer Aula regia zu. Diese Nutzung ist allerdings umstritten.
Vorbilder für das Gebäude sind nicht bekannt. Die neuartige Baudekoration nimmt westgotische, byzantinische und islamische Anregungen auf. Das architektonisch am nächsten verwandte Gebäude ist die 40 Kilometer südlich gelegene Kirche Santa Cristina de Lena.
Die Längsseiten des Gebäudes, Süd- und Nordfassade, werden durch je acht kannelierte Strebepfeiler gegliedert. An den Stirnseiten öffnen sich über den großen Aussichtsarkaden Triforien mit gestelzten Rundbögen und spiralförmig verzierten Säulen, die korinthische Kapitelle tragen. Ursprünglich war das Gebäude verputzt und bemalt.

### Innenraum

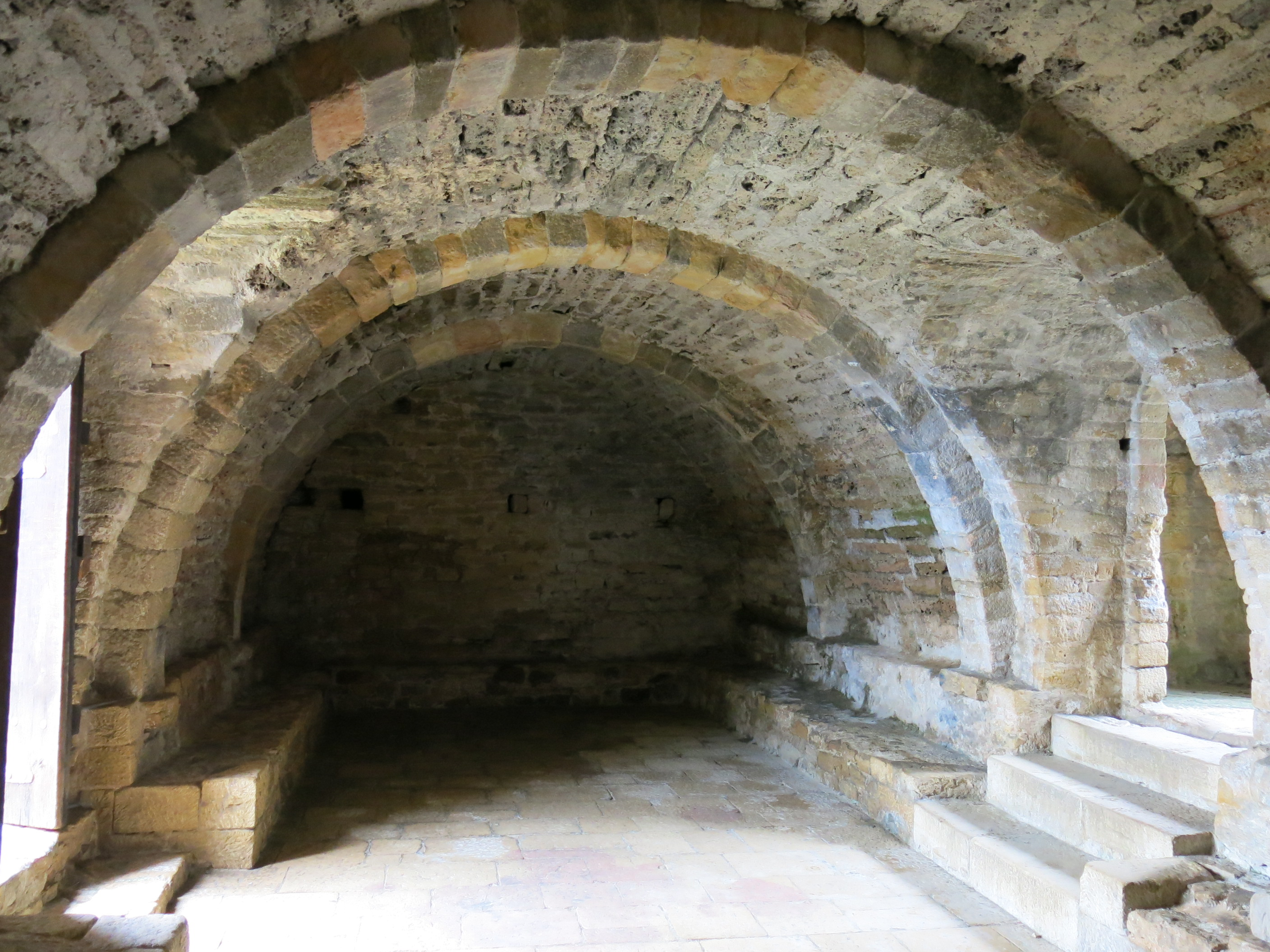
Untergeschoss
Aus der Zeit, als das Gebäude als Kirche genutzt wurde, stammt für das untere Geschoss die Bezeichnung Krypta. In der Mitte der Längsseite des Gebäudes gibt es auf jeder Seite einen Zugang zu dem Untergeschoss. Es gliedert sich in einen Mittelraum und zwei, im Osten und Westen anschließende Seitenräume. Der Mittelraum wird von einem durch Gurtbögen gestützten, sehr tief ansetzenden Tonnengewölbe überspannt. Die beiden Seitenräume sind holzgedeckt. Der Boden des östlichen Raumes liegt einen Meter tiefer und er könnte als Bad oder Zisterne gedient haben. Der westliche Raum ist nur von außen zugänglich. Auch zum Obergeschoss des Gebäudes gibt es keinen innenliegenden Aufgang.
Obergeschoss

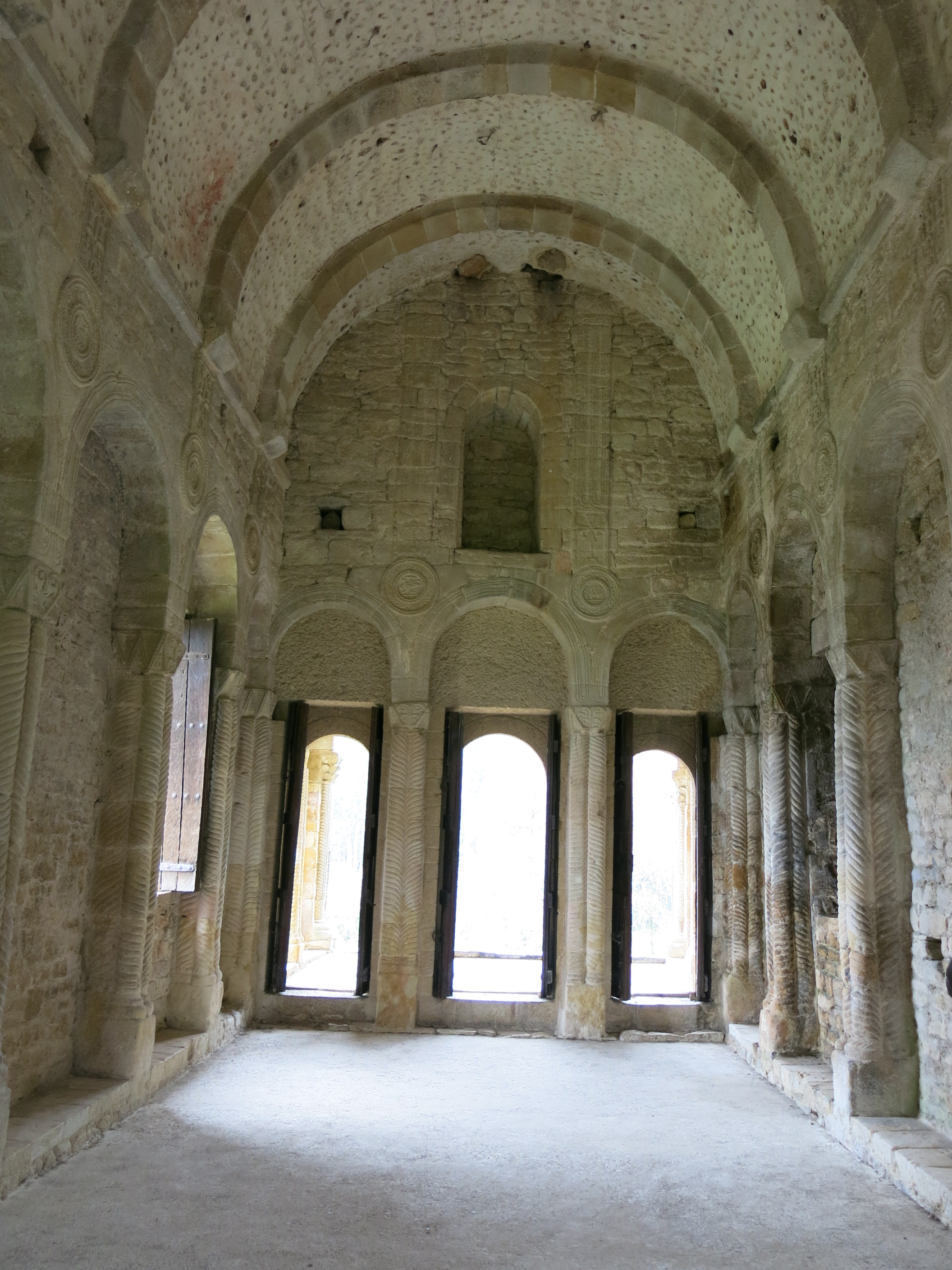
Innenraum

Das obere Stockwerk ist durch eine zweiläufige Treppe an der Nordseite von außen zugänglich. Die Räume des ersten Stocks tragen ein durchgehendes Tonnengewölbe mit Gurtbögen. Den östlichen und westlichen Abschluss bilden Loggien, sogenannte miradores, deren hohe, offene Dreierarkaden mit gestelzten Rundbögen eine herrliche Sicht auf Oviedo und die kantabrische Kordillere bieten und den Namen Belvedere rechtfertigen.
Die zentrale Halle misst 12,7 Meter × 4,4 Meter und ist 7,4 Meter hoch. Entlang ihrer Innenwände verlaufen Blendarkaden mit überhöhten Rundbögen – drei Bogenstellungen an den Schmal- und sieben an den Längsseiten. Sie sind rhythmisiert, werden von außen nach innen immer höher und breiter. Die sie tragenden Säulen bestehen aus je vier Strängen, die gewunden und kanneliert oder mit Taubändern verziert sind. Sie tragen Pyramidenstumpfkapitelle, auf denen Tiere (vor allem Vögel und Löwen) und kleine, auf Stöcke gestützte Personen dargestellt sind. Auf der dem Eingang gegenüber liegenden Seite der großen Halle befindet sich eine weitere Tür. Sie führte ehemals auf einen Austritt, den ein Anbau trug. Der Austritt ist nicht, der Anbau nur in Mauerresten erhalten.
Die Loggien öffnen sich nach außen über hohe, offene Dreierarkaden aus Rundbögen. Verbunden sind die Loggien mit der zwischenliegenden Halle durch jeweils drei Torbögen, die in der Größe den Rundbögen der Außenseite entsprechen. Das gleiche Schema wiederholt sich, in viel kleinerem Maßstab, noch einmal im Giebelfeld über den Rundbögen und bildet ein Fenster für die Räume über den Loggien. Die Balustraden, die sich einstmals zwischen den äußeren Bögen befanden, sind verloren. Über den Loggien befindet sich jeweils ein weiterer Raum, der – zumindest heute – nur über eine Leiter zugänglich ist.

## Altar

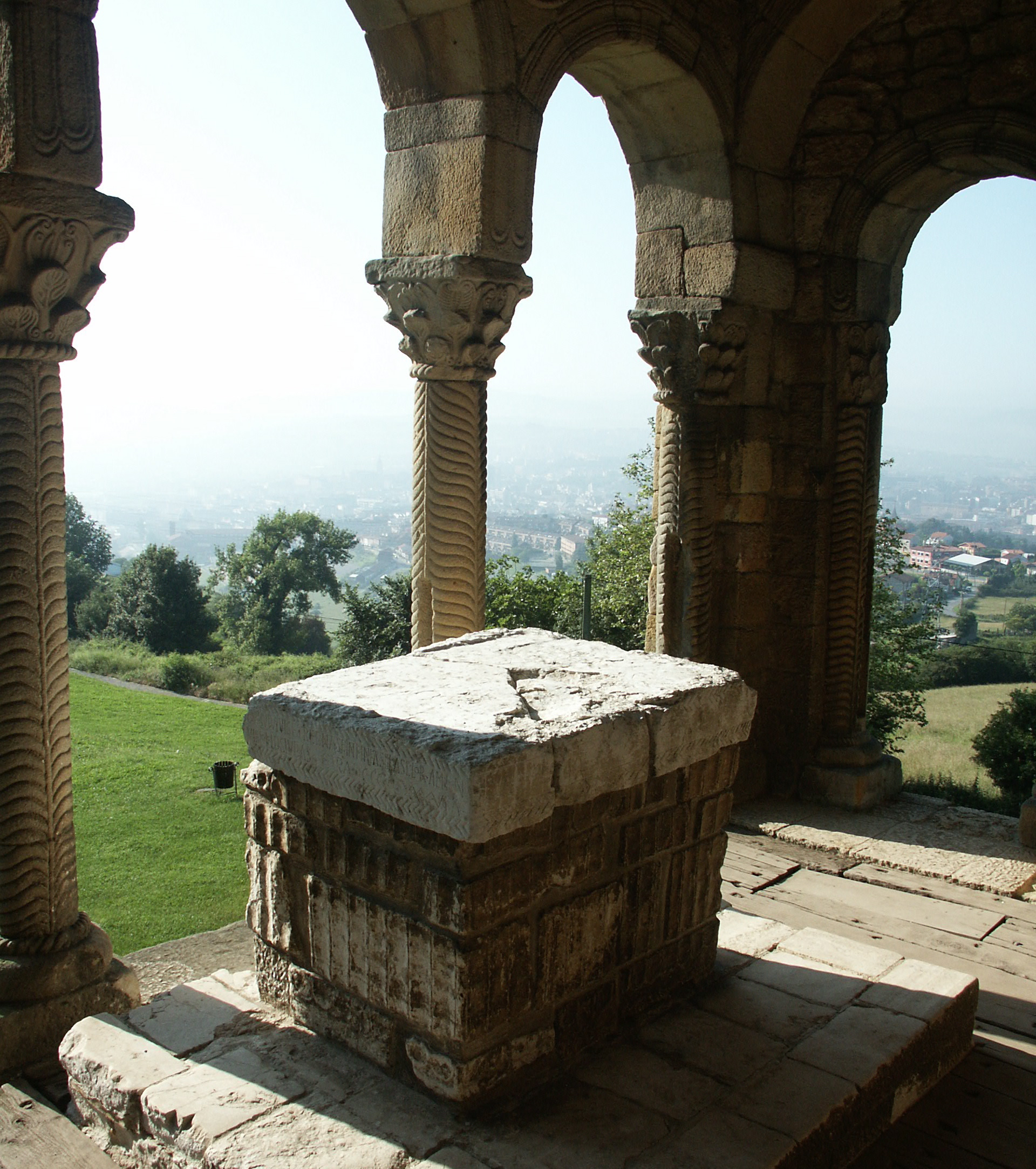
Altar in der östlichen Loggia

In der östlichen Loggia, die in der Zeit kirchlicher Nutzung als Chor diente, steht ein Altarblock. Es ist die Kopie eines Originals, das sich heute im Museo Arqueológico de Asturias (Archäologisches Museum von Asturien) befindet. Das Original fand hier eine Zweitverwendung, denn seine Weihinschrift besagt, dass das Gebäude, für den der Altar geschaffen wurde, Ersatz für ein Gebäude war, das unter der Last seines Alters zusammengebrochen sei.

## Skulpturenschmuck

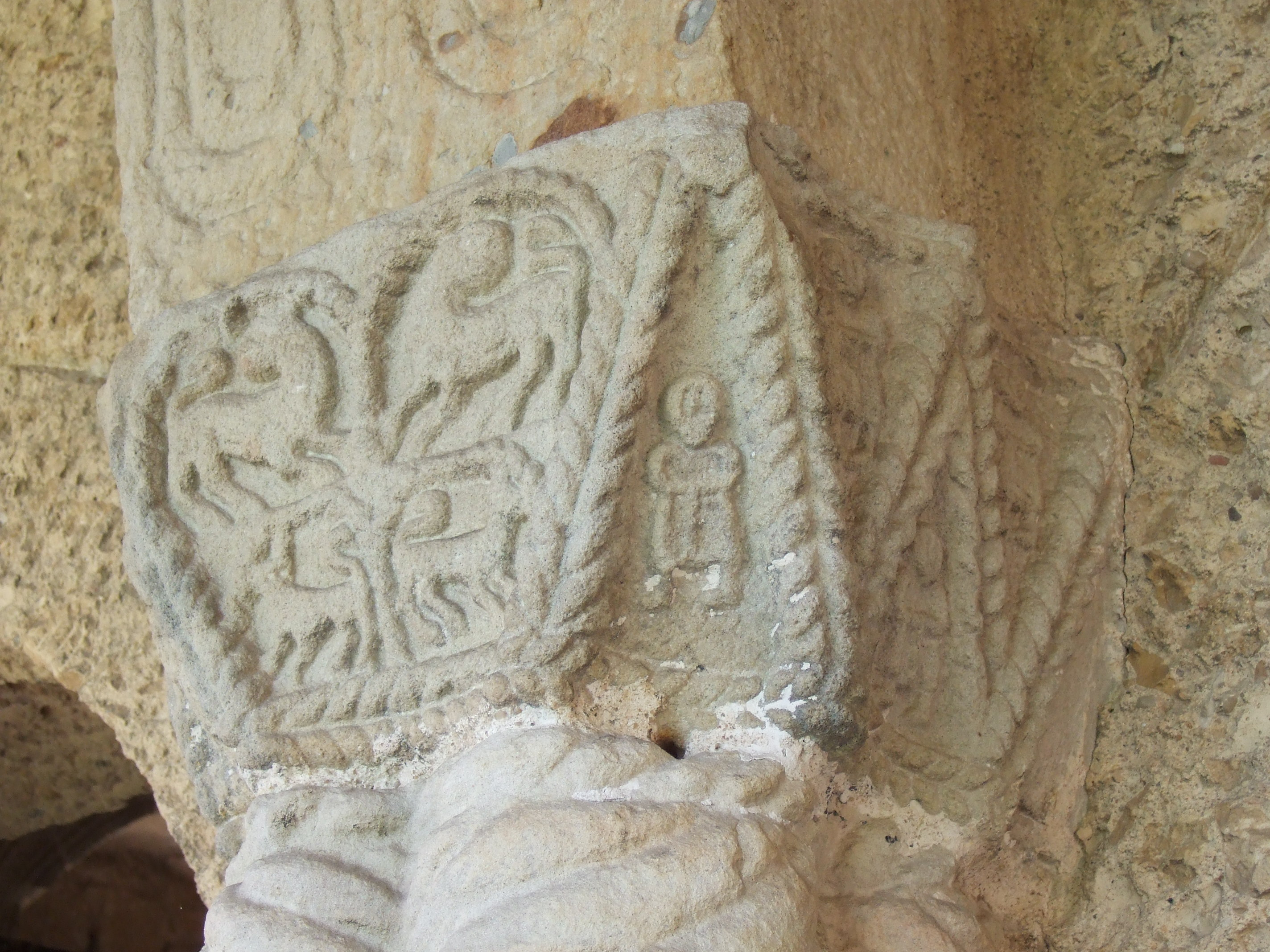
Pyramidenstumpfkapitell mit Taubändern, Personen und Tierdarstellungen

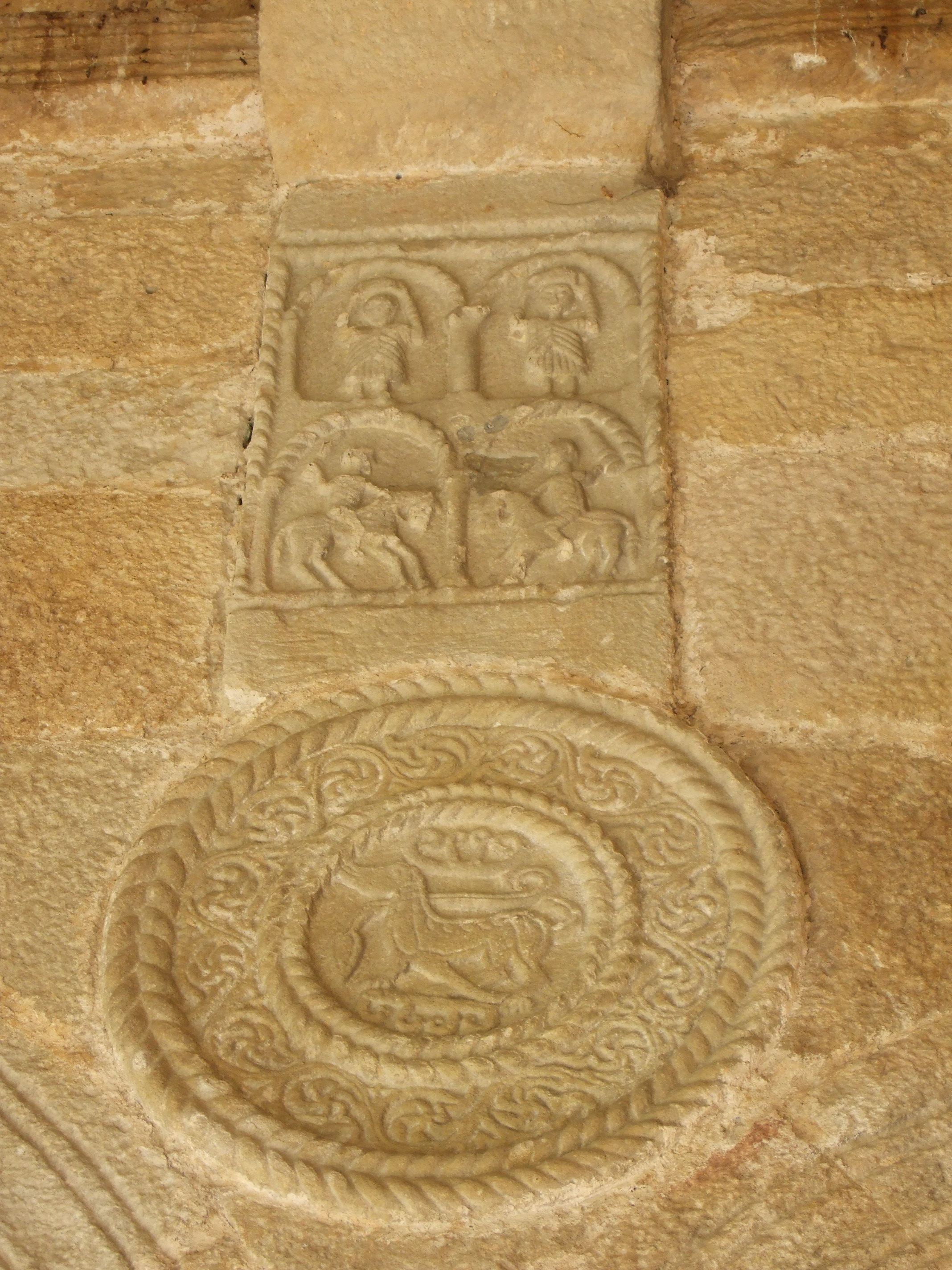
Medaillon (Clipeus) und Lisene mit figürlichem Relief

An der Innen- wie an der Außenfassade sind in den Zwickeln zwischen den Bögen 32 von Taubändern umrahmte Medaillons (Clipeus) angebracht, in deren Mitte Pfaue, Pelikane, Schwäne oder ein Raubtier mit einem Schlangenschwanz dargestellt sind. Über den Medaillons erstrecken sich bis zum Gewölbeansatz kannelierte Lisenen. Auf einigen sind bewaffnete Reiter zu sehen und Personen, die über ihrem Kopf einen Gegenstand halten, auf anderen asturische Siegeskreuze, an deren Armen Alpha und Omega hängen. Diese Kreuze gelten als Emblem des asturischen Königshauses.